# Cassia conspicua
Cassia conspicua là một loài thực vật có hoa trong họ Đậu. Loài này được (G. Don) Vogel miêu tả khoa học đầu tiên năm 1837.